# Bolksbeek
De Bolksbeek is een watergang die door de Nederlandse provincies Gelderland en Overijssel stroomt. De watergang begint iets ten oosten van Haarlo als aftakking van de Berkel. Vervolgens stroomt de beek tussen de plaatsen Gelselaar en Geesteren door naar het Twentekanaal. Een gedeelte van circa 1,5 kilometer van de oorspronkelijke loop is gedempt ten noorden van het Twentekanaal, maar wordt vervolgens gevoed met water door een waterloop die aftakt van de Schipbeek. Op de plaats waar de oude waterloop weer wordt opgepakt, loopt deze richting het noorden en mondt in de buurt van Markelosebroek weer uit in de Schipbeek. Dit laatste stuk vormt de beek ook de provinciale grens tussen Gelderland en Overijssel.
De waterstand van het zuidelijke gedeelte van de Bolksbeek wordt geregeld via de Avinkstuw. De beek wordt met name gebruikt om overtollig water in de Berkel versneld af te laten voeren naar het Twentekanaal. Hierdoor kan het ook voorkomen dat de beek droogvalt in perioden van droogte. Voordat er grote waterwerken in het oosten van Nederland waren uitgevoerd, zorgde de Bolksbeek ook regelmatig voor problemen met overstromingen en dijkdoorbraken. Dit gebeurde onder andere in 1924 1926, 1928 en 1930 Echter ook na de diverse afwateringsverbeteringen gebeurde het dat in 1941 een dijk langs de Bolksbeek doorbrak. Met name Noordijk en Haarlo hadden veel wateroverlast.